# 홍농 지씨
홍농 지씨(弘農池氏)는 하남성 삼문협시 영보시를 본관으로 하는 한국의 성씨이다.

## 연원
홍농 지씨의 시조는 명나라 홍농에서 조선 인조 때 조선으로 귀화한 장군 지명천의 셋째 아들 지시염을 1세조로 한다.
지시염은 뒤에 지시영으로 이름을 고쳤는데, 그는 지명천과 홍농 모씨와의 사이에서 태어난 인물로 조선에서 조선인으로서 살아가다가 병자호란 때 제주도로 피난가 살며 홍농 지씨의 중시조가 되었다.
선조의 고향인 중국 홍농군을 본관으로 하였다.